# José Brunner

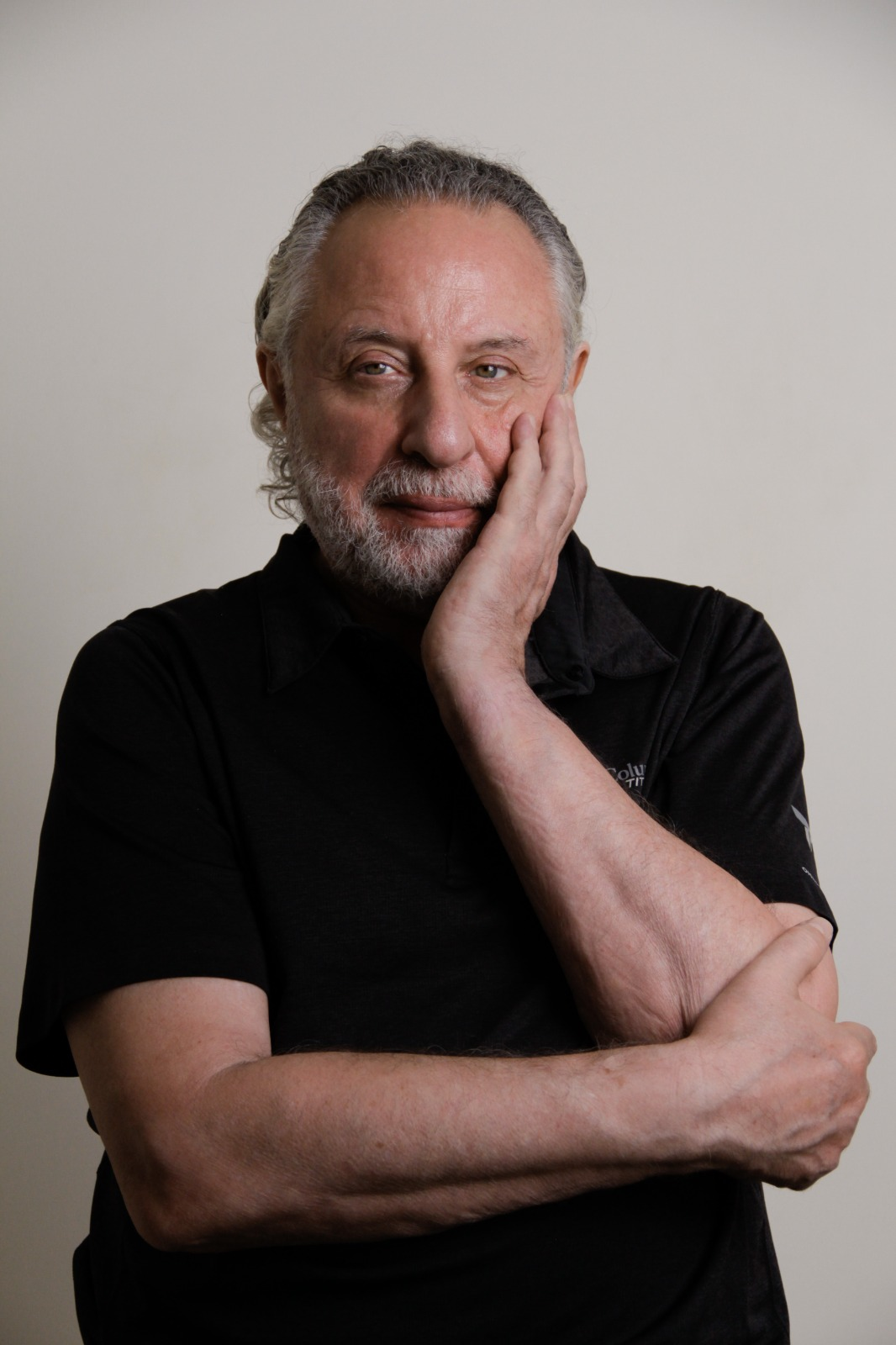
José Brunner im April 2024

José Brunner (* 22. Juni 1954 in Zürich) ist ein israelischer Wissenschaftshistoriker und Politologe. In seiner Forschung untersucht er die Wechselwirkungen von Emotionen, Trauma, kollektivem Gedächtnis, Psychoanalyse, Politik und Recht. Seit 2018 ist er emeritierter Professor der Buchmann-Fakultät für Rechtswissenschaften und am Cohn-Institut für Wissenschaftsphilosophie und Ideengeschichte der Universität Tel Aviv.

## Leben
José Brunner erwarb einen Bachelor-Grad in Politologie der Hebräischen Universität in Jerusalem, wo er von 1974 bis 1978 studierte. Nach der Promotion in Politologie am St Antony’s College der Oxford University (1987) unterrichtete er an der Universität Tel Aviv, zunächst im Fachbereich Politologie und ab 1996 an der Buchmann-Fakultät für Rechtswissenschaften und am Cohn-Institut für Wissenschaftsphilosophie und Ideengeschichte.
Von 2005 bis 2013 wirkte er als Direktor des Minerva-Instituts für deutsche Geschichte an der Universität Tel Aviv. 2011 gründete er zusammen mit Rechtsanwalt Yossi Hayut an der Universität Tel Aviv die erste Legal Clinic für die Rechte von Holocaustüberlebenden in Israel. Von 2012 bis 2018 leitete er das dortige Eva und Marc Besen Institute for the Study of Historical Consciousness, von 2015 bis 2018 das Cohn-Institut für Wissenschaftsphilosophie und Ideengeschichte. Nach seiner Emeritierung war er im Zeitraum von 2021 bis 2023 als akademischer Direktor der Wiener Library for the Study of the Nazi Era and the Holocaust in Tel Aviv tätig. Außerdem war er Gastforscher und Gastprofessor am Minda de Gunzburg Center for European Studies der Universität Harvard, am Department of Social Studies of Medicine der McGill University in Montreal, am Jena Center Geschichte des 20. Jahrhunderts der Friedrich-Schiller-Universität Jena und am Zentrum Geschichte des Wissens der ETH Zürich. 2023 wurde Brunner zum Mitglied der Academia Europaea gewählt.
Während seines Studiums an der Hebräischen Universität in Jerusalem trat er einer jüdisch-arabischen Studentenvereinigung bei. Als Ende 1987 im Gazastreifen und auf der Westbank der erste palästinensische Volksaufstand, die Erste Intifada, ausbrach, wurde er an der Universität Tel Aviv in einer Protestgruppe linker Dozenten aktiv. Während des Oslo-Friedensprozesses war er zudem am Van Leer Jerusalem Institut Co-Direktor eines von der Volkswagenstiftung geförderten Graduierten- und Postdoktorandenkollegs, in dem jüdische, palästinensische und deutsche Forscherinnen und Forscher gemeinsam verschiedene Facetten des Nahostkonflikts diskutierten.

## Forschungsschwerpunkte
Seine Forschung befasst sich primär mit der Schnittstelle von Psyche und Gesellschaft sowie der Frage, wie Ereignisse in der politischen Außenwelt auf die psychologische Innenwelt wirken. Er untersucht, wie Erinnerungen, Emotionen und Fantasien unser politisches Verhalten beeinflussen und wie  Psychoanalyse, Psychologie und Psychiatrie diese Interaktion erforschen, erklären und darstellen.
Aus dieser psychologisch-politischen Perspektive untersucht er die Geschichte des Trauma-Diskurses, psychologische Erklärungen des Nationalsozialismus, der Rolle von Psychiatern und Psychiaterinnen in Entschädigungspraktiken für Holocaust-Überlebende und psychologische und psychoanalytische Stellungnahmen zum Nahostkonflikt. Seit der Hamas-Attacke vom 7. Oktober 2023 und dem darauffolgenden Nahostkrieg setzt er sich unter anderem in seinem Buch Brutale Nachbarn. Wie Emotionen den Nahostkonflikt antreiben – und entschärfen können (2025) intensiv mit den psychologischen Aspekten des Nahostkonflikts auseinander.

## Publikationen (Auswahl)
Brunner ist Autor von zahlreichen wissenschaftlichen Veröffentlichungen, die in mehreren Sprachen erschienen sind, darunter Englisch, Deutsch, Hebräisch, Spanisch, Griechisch und Japanisch. Sein Werk umfasst drei Monografien und eine Vielfalt von Sammelbänden. Zu den wichtigsten deutschen Publikationen gehören:

### Monografien
- Brutale Nachbarn. Wie Emotionen den Nahostkonflikt antreiben – und entschärfen können, Berlin: Propyläen Verlag 2025, ISBN 978-3549110034.
- Die Politik des Traumas. Gewalterfahrungen und psychisches Leid in den USA, in Deutschland und im Israel-Palästina-Konflikt, Berlin 2014, ISBN 978-3-518-58559-7.
- Psyche und Macht. Freud politisch lesen, Stuttgart 2001, ISBN 3-608-91998-8.

### Herausgeberschaften
- mit Daniel Stahl (Hg.): Recht auf Wahrheit. Zur Genese eines neuen Menschenrechts. Göttingen 2016, ISBN 3-8353-1817-9
- (Hg.): Erzählte Dinge. Mensch-Objekt-Beziehungen in der deutschen Literatur. Göttingen 2015, ISBN 978-3-8353-0987-6
- mit Constantin Goschler und Norbert Frei (Hg.): Die Globalisierung der Wiedergutmachung. Politik, Moral, Moralpolitik. Göttingen 2013, ISBN 978-3-8353-0981-4.
- mit Norbert Frei und Constantin Goschler (Hg.): Die Praxis der Wiedergutmachung. Geschichte, Erfahrung und Wirkung in Deutschland und Israel. Göttingen 2009, ISBN 978-3-8353-0168-9.

### Artikel
- Zur Geopolitik des Traumas. Eine kritische Raumtheorie für die Traumaforschung. Trauma & Gewalt, 15:4, 2021, S. 276–286.
- Die nackte Mutter oder: Warum Freud nicht über Eisenbahnunglücke schrieb. WestEnd: Neue Zeitschrift für Sozialforschung 3:2, 2006, S. 114–124.
- Die Politik der Traumatisierung. Zur Geschichte des verletzbaren Individuums. WestEnd: Neue Zeitschrift für Sozialforschung 1, 2004, S. 7–24.